# Cerodontha inepta
Cerodontha inepta este o specie de muște din genul Cerodontha, familia Agromyzidae, descrisă de Spencer în anul 1963. Conform Catalogue of Life specia Cerodontha inepta nu are subspecii cunoscute.